# Louis-Mathurin Moreau
 (juillet 2013).
Pour les personnes ayant le même patronyme, voir Moreau.
Louis-Mathurin Moreau-Christophe ou Louis-Mathurin Moreau, né le 4 janvier 1797 à Sainte-Maure-de-Touraine et mort le 21 avril 1881 à Paris 5e, est un juriste ayant écrit de nombreux travaux sur les prisons et la législation pénale.

## Carrière
Avocat à Loches à partir de 1825, il devient inspecteur général des prisons de la Seine en 1830, puis, de 1833 à 1837 sous-préfet à Nogent-le-Rotrou. 
En 1837, il est nommé inspecteur général des prisons du royaume et réorganise l'ensemble du système pénitentiaire. Promoteur d'une science pénitentiaire, il défend les peines d'isolement. Il est en contact épistolaire avec d'autres experts comme  William Parker Foulke ou Carl Joseph Anton Mittermaier, visite les prisons de plusieurs pays européens et écrit de nombreux ouvrages exposant ses idées de réforme. 
Loin d'être seulement un théoricien, il joue un rôle important dans la création et le développement de la congrégation des sœurs de Marie-Joseph pour les prisons, étant en contact avec la fondatrice et première supérieure générale. Plusieurs membres de sa famille ont eu un rôle dans l'administration pénitentiaire. L’une de ses nièces, Aglaé Dehan, entra chez les sœurs de Marie-Joseph sous le nom de sœur Marie-Zoé : elle y fit ses vœux perpétuels en 1849. Ses deux beaux-frères entrèrent dans l’administration pénitentiaire : François Quincarlet, commis aux écritures, mourut de la typhoïde à Loos en 1845 ; Pierre Dehan finit sa carrière à Château-Thierry en 1861. Une autre de ses nièces entra chez les sœurs et mourut à la maison centrale de Montpellier en 1861. Ses neveux, Édouard et Edmond Quincarlet furent, pour le premier, aumônier du pénitencier de Tours, et, quant au second, directeur de la Maison centrale de Cadillac.
Il est destitué de sa charge sous forme de mise à la retraite par Ledru-Rollin en 1848, au moment de la révolution, et retourne alors à la pratique privée.

## Œuvres
- De l'état actuel des prisons en France, considéré dans ses rapports avec la théorie pénale du Code. Paris, A. Desrez, 1837
- De la réforme des prisons en France, basée sur la doctrine du système pénal et le principe de l'isolement individuel. Paris, Huzard, 1838
- De la mortalité et de la folie dans le régime pénitentiaire, et spécialement dans les pénitenciers de Philadelphie, d'Auburn, de Genève et de Lausanne, Mémoire présenté à l'Académie royale de médecine de Paris. Paris, J.-B. Baillière, 1839
- Polémique pénitentiaire extraite des divers écrits et des documents officiels publiés par la réforme des prisons tant en France qu'à l'étranger.  Paris, Marc Aurel frères, 1840.
- Défense du projet de loi sur les prisons contre les attaques de ses adversaires. Paris, E. Marc-Aurel, 1844
- Code des prisons ou recueil complet des lois, ordonnances, arrêtés, règlements, circulaires et instructions ministérielles, concernant le régime intérieur, économique et .... Paris, 1845-1878, 7 tomes
- Du droit à l'oisiveté et de l'organisation du travail servile dans les ... Paris, Guillaumin, 1849
- Du problème de la misère et de sa solution chez les peuples anciens et modernes., Paris, Guillaumin, 1851, 3 volumes
- Le monde des coquins. Dentu, 1864
- Les Gaulois, nos aïeux, Alfred Mame et Fils, 1880
- Il est aussi l'auteur avec Paul Siraudin d'une pièce sur l'Affaire du courrier de Lyon.